# اچ‌ام‌اس والنی (وای۰۴)
اچ‌ام‌اس والنی (وای۰۴) (به انگلیسی: HMS Walney (Y04)) یک کشتی بود که طول آن ۲۵۰ فوت (۷۶٫۲۰ متر) بود.